# チュンマリー・サイニャソーン
チュンマリー・サイニャーソン（ラーオ語: ຈູມມະລີ ໄຊຍະສອນ / Choummaly Sayasone, 1936年3月6日 - ）はラオスの軍人、政治家。ラオス人民軍中将。元ラオス人民革命党中央委員会書記長。第5代ラオス人民民主共和国主席を務め、同国の最高指導者の地位にあった。革命第二世代で、党の保守的な路線を継承する。

## 経歴
ラオス南部のアッタプー県サイセター郡ウットヌア村に生まれる。1954年よりフアパン県にて革命運動に参加し、左派勢力の兵士となる。1955年、ラオス人民党に入党。ラオス内戦が始まると、左派軍事勢力パテート・ラーオの将校として1960年から1974年にかけてシェンクワン軍管区司令官を務める。その間にベトナム人民軍陸軍学校で学び、1969年に同校を卒業した。
ラオス内戦はパテート・ラーオの勝利に終わり、1975年12月2日にラオス人民民主共和国が成立した。チュンマリーは国軍となったラオス人民軍（建国当初はラオス人民解放軍）の准将として任官し、作戦部長や参謀次長を歴任した（1980年まで）。この間、ソ連陸軍学校に留学している（1978年卒業）。1982年4月に開催されたラオス人民革命党（1972年2月にラオス人民党から改称）第3回党大会で党中央委員に選出され、党内序列第43位となる。同年、少将に昇進し国防副大臣に任命された。翌年、ベトナム政治行政学院に留学し、同院を修了。1986年11月、第4回党大会で中央委員に再選されて政治局員候補となり、党内序列13位まで昇進。同年、国防第一副大臣に昇格。1990年、中将に昇進。

### 政治局員
1991年3月の第5回党大会でチュンマリーは党政治局員に選出され、党内序列第8位となる。同年8月15日、副首相兼国防大臣としてチュンマリーの直属の上司であったカムタイ・シーパンドーンが首相に就任すると、チュンマリーは後任の国防大臣に任命され、カムタイ内閣に入閣する。1996年3月、第6回党大会において政治局員に再選され、党内序列第3位に昇格。1998年2月24日、カムタイ首相が国家主席に就任し、シーサワット・ケーオブンパンが後任の首相となると、チュンマリーはシーサワット内閣に入閣して国防大臣に再任され、さらに副首相を兼任した。
2001年3月の第7回党大会で政治局員に再選されたチュンマリーは、3月27日、国家副主席に就任。党国防・治安維持委員会委員長も兼任した。
2016年1月の第10回党大会にて政治局員から引退した。

### 党書記長
ラオスの最高指導者であるカムタイ・シーパンドーン党議長兼国家主席の側近を務めたチュンマリーは、2006年3月の第8回党大会でカムタイが党議長を退任すると、3月21日、党綱領改正によって廃止された議長職に代わる最高職として再設置された書記長に選出された。さらに同年6月8日、国民議会において国家主席に選出され、カムタイから最高指導者の地位を継承した。
国家主席就任後、日本には2009年5月と2010年3月の2度訪問している。
2011年3月の第9回党大会で書記長に再選された。

### 党中央委員会顧問
2016年1月の第10回党大会では書記長職をブンニャン・ウォーラチット国家副主席に譲り、また党政治局からも退き、党中央委員会顧問に選出された。

## 人物像
前妻とケオサイチャイ夫人との間に3男5女を儲けた。趣味は読書とガーデニング。
ケオサイチャイ夫人はチュンマリーの国家主席在任中、ファーストレディを務めた。ケオサイチャイ夫人はファーストレディ退任後の2021年にナムグムダムで船に乗船していた際に嵐に巻き込まれ、息子と共に水死した。